# Зидани, Амина
Амина Зида́ни (фр. Amina Zidani; род. 23 августа 1993, Вильпент, Иль-де-Франс, Франция) — французская боксёрша-любитель и профессионал, выступающая в полулёгкой, во второй полулёгкой, и в лёгкой весовых категориях. Бронзовый призёр чемпионата мира (2023), чемпионка Европейских игр (2023), бронзовый призёр Средиземноморских игр (2022), серебряный призёр чемпионата мира среди студентов (2018), многократная чемпионка Франции (2016, 2017, 2018, 2019, 2020), многократная победительница и призёр международных и национальных первенств в любителях.
Среди профессионалов действующая чемпионки по версии WBA Inter-Continental (2023—н. в.), чемпионка Франкоязычных стран по версии WBC Francophone (2022—н. в.), и чемпионка Франции по версии ФФБ (2021—н. в.) во 2-м полулёгком весе.
Лучшая позиция по рейтингу BoxRec — 11-я (октябрь 2023) и являлся 1-й среди французских боксёрш второй полулёгкой весовой категории, а по рейтингам основных международных боксёрских организаций занимает: 14-ю строчку рейтинга WBC, — уверенно входя в ТОП-15 лучших женщин-cуперполулегковесов всего мира.

## Биография
Родилась 23 августа 1993 года в городе Вильпент департамента Сен-Сен-Дени (Франция).

## Любительская карьера
Зидани была чемпионом Франции в полусреднем весе в 2016 году, в лёгком весе в 2017, 2018 и 2019 годах и в полулёгком весе в 2020 году.

### 2018—2020 годы
В сентябре 2018 года она завоевала серебро в лёгком весе (до 60 кг) на чемпионате мира среди студентов в Элисте (Россия) проводимый под эгидой ФИСУ, где она в финале проиграла россиянке Орнелле Хетеевой.
А в ноябре 2018 года участвовала на чемпионате мира среди женщин в Нью-Дели (Индия), в весовой категории до 60 кг, где она в 1/16 финала соревнований по очкам (0:4) проиграла боксёрше из Тайваня У Шии.
В октябре 2019 года вновь участвовала на чемпионате мира среди женщин в Улан-Удэ (Россия), в весовой категории до 60 кг, где она опять в 1/16 финала соревнований по очкам раздельным решением судей (2:3) проиграла эквадорской боксёрше Марии Паласиос.
В 2020 году из-за коронавирусной пандемии COVID-19, и из-за жёсткого коронавирусного карантина во Франции, у неё практически отсутствовала соревновательная практика, — она не участвовала в международных соревнованиях, которые не проводились, и только в конце года поучаствовала в национальном чемпионате, — где в очередной раз стала чемпионом Франции в полулёгком весе.

### 2022—2023 годы
В июле 2022 года стала бронзовым призёром на Средиземноморских играх в городе Оран (Алжир) в весе до 60 кг, там она в полуфинале по очкам (3:0) проиграла алжирке Хаджиле Хелиф, — которая в итоге стала чемпионкой Средиземноморских игр 2022 года.
В марте 2023 года стала бронзовым призёром на чемпионате мира среди женщин в Нью-Дели (Индия), в весовой категории до 57 кг. Где она в 1/16 финала соревнований по очкам единогласным решением судей (5:0) победила опытную россиянку Людмилу Воронцову, в 1/8 финала по очкам раздельным решением судей (4:1) победила пуэрториканскую боксёршу Эшлиэнн Лосаду, в четвертьфинале по очкам раздельным решением судей (4:1) победила индийскую боксёршу Манишу Мун, но в полуфинале по очкам (0:5) проиграла опытной итальянке Ирме Теста.
В начале июля 2023 года стал чемпионкой III-х Европейских игр в Кракове (Польша), в весе до 57 кг, и завоевала лицензию на Олимпийские игры 2024 года. Где она в четвертьфинале по очкам единогласным решением судей (5:0) победила азербайджанку Махсати Гамзаеву-Агамалыеву, в полуфинале по очкам раздельным решением судей (4:1) победила опытную ирландку Микаэлу Уолш, и в финале по очкам раздельным решением судей (4:1) победила болгарскую боксёршу Светлану Станеву.

## Профессиональная карьера
3 апреля 2021 года начала профессиональную карьеру, в первом бою победив единогласным решением судей (счёт: 59-55, 60-54 — дважды) испанскую боксёршу Шейлу Мартинес (1-1).

## Таблица профессиональных поединков
В таблице перечислены результаты всех поединков боксёров.
В каждой строке указан результат поединка. Дополнительно номер поединка обозначен цветом, который обозначает итог поединка. Расшифровка обозначений и цветов представлена в нижеследующей таблице.
| Пример | Расшифровка                     |
| ------ | ------------------------------- |
|        | Победа                          |
|        | Ничья                           |
|        | Поражение                       |
|        | Планируемый поединок            |
|        | Поединок признан несостоявшимся |
| КО     | Нокаут                          |
| ТКО    | Технический нокаут              |
| PTS    | Решение судей (по очкам)        |
| UD     | Единогласное решение судей      |
| MD     | Решение большинства судей       |
| SD     | Раздельное решение судей        |
| RTD    | Отказ от продолжения боя        |
| DQ     | Дисквалификация                 |
| NC     | Поединок признан несостоявшимся |

| 5 поединков, 5 побед (2 нокаутом). | 5 поединков, 5 побед (2 нокаутом). | 5 поединков, 5 побед (2 нокаутом). | 5 поединков, 5 побед (2 нокаутом). | 5 поединков, 5 побед (2 нокаутом).                 | 5 поединков, 5 побед (2 нокаутом). | 5 поединков, 5 побед (2 нокаутом). |
| Бой                                | Рекорд                             | Дата боя                           | Соперник                           | Место проведения боя                               | Раундов, время                     | Дополнительно |
| ---------------------------------- | ---------------------------------- | ---------------------------------- | ---------------------------------- | -------------------------------------------------- | ---------------------------------- | --- |
| 5                                  | 5-0                                | 9 сентября 2023                    | Лилиана Пальмера (31-14-3)         | Дворец спорта, Кан, Кальвадос, Франция             | KO 7 (10x2)                        | Завоевала вакантный титул чемпионки по версии WBA Inter-Continental во 2-м полулёгком весе.                                             |
| 4                                  | 4-0                                | 17 декабря 2022                    | Нина Павлович (7-4-1)              | Pole Simone Veil, Гавр, Приморская Сена, Франция   | UD 10 (10x2)                       | Счёт: 100-89, 99-90 (дважды). Завоевала вакантный титул чемпионки Франкоязычных стран по версии WBC Francophone во 2-м полулёгком весе. |
| 3                                  | 3-0                                | 19 ноября 2022                     | Борена Церцвадзе (1-0)             | La Palestre, Ле-Канне, Приморские Альпы, Франция   | TKO 2 (6x2)                        | |
| 2                                  | 2-0                                | 24 июля 2021                       | Анаэль Анжервиль (1-0-1)           | Arenes du Cap d'Agde, Агд, Эро, Франция            | SD 8 (8x2)                         | Счёт судей: 78-74, 77-76, 75-77. Завоевала вакантный титул чемпионки Франции по версии ФФБ во 2-м полулёгком весе.                      |
| 1                                  | 1-0                                | 3 апреля 2021                      | Шейла Мартинес (1-1)               | Salle COSEC Pablo Neruda, Ле-Мюро, Ивелин, Франция | UD 6 (6x2)                         | Счёт судей: 59-55, 60-54 (дважды). Профессиональный дебют.                                                                              |